# Свети Димитър (Галатища)
Вижте пояснителната страница за други значения на Свети Димитър.
„Свети Димитър“ (на гръцки: Ἱερός Ναός Ἁγίου Δημητρίου Γαλατίστης) е православна църква в паланката Галатища, Халкидики, Гърция, част от Йерисовската, Светогорска и Ардамерска епархия, енория „Успение Богородично“.
Храмът е построен в 1813 година. В XIX век църквата е катедрала на Ардамерската епархия, чийто център Галатища е от 1638 година. През юни 1821 година по време на Халкидическото въстание Галатища въстава. Епископ Игнатий II Ардамерски лично запалва катедралната църква за да повдигне духа на въстаниците.
Църквата е възобновена в 1830 година. Представлява трикорабна базилика с размери 20,3 на 13 метра. Църквата има резбован иконостас и ценни икони от XIX век. Храмът притежава икони от майстори от Галатищката художествена школа. Иконите на „Света Богородица Одигитрия“ (1833, „χειρ Βενιαμίν μοναχού“), „Свети Димитър“ и „Вси Светии“ и двете подписани „διά χειρός Βενιαμίν μοναχού και Μακαρίου ιερομονάχου των αυταδέλφων των εκ Γαλατίστης“ са дело на Вениамин Галатищки.